# Ignác Stodůlka
Ignác Stodůlka (31. července 1903, Ořechov u Uherského Hradiště – 14. srpna 1964, Liberec) byl český římskokatolický kněz, sídelní kanovník katedrální kapituly u sv. Štěpána v Litoměřicích.

## Život
Pozdější kanovník Ignác Stodůlka byl na kněze vysvěcen 5. července 1930. Poté působil na různých místech olomoucké arcidiecéze. V letech 1943-1949 působil ve farnosti Vlachovice. Od roku 1951 začal působit v duchovní správě litoměřické diecéze. Bylo totiž realitou 50. let 20. století, že Státní bezpečností vytipovaní moravští kněží, kteří by mohli mít velký vliv na své okolí byli přemisťováni do severních Čech, kde byla nízká religiozita a jejich vliv byl omezený. Do této kategorie spadal, podle osobního svědectví Miroslava Zedníčka, i Ignác Stodůlka a řada dalších. V letech 1953-1955 byl administrátorem v Ústí nad Labem. 22. února 1955 byl instalován na sídelního kanovníka katedrální kapituly sv. Štěpána v Litoměřicích. Od 22. června 1956 do 31. července 1964 byl administrátorem děkanského úřadu v Žatci. Od 1. srpna 1964 byl administrátorem v arciděkanství v Liberci. V této službě působil ovšem pouze čtrnáct dní, protože 14. srpna 1964 v Liberci zemřel.